# Вендисел ФФ
Вендисел (на датски: Alliance Club Horsens) е датски футболен клуб от град Хернинг.
Клубът се състезава с лиценза на „Хернинг ИФ“. Кооперира се с „Хернинг ИФ“ и „Фредриксхафен“. Играе мачовете си на „Норд Енерги Арена“ с капацитет 7500 зрители. Състезава се в Датската суперлига през 2018/19 но изпада в долната Първа дивизия.

## Успехи
Датска първа дивизия:
- 2-ро място (1): 2016/17

Купа на Дания:
- 1/2 финалист (1): 2016/17